# Биржевая площадь (Бордо)

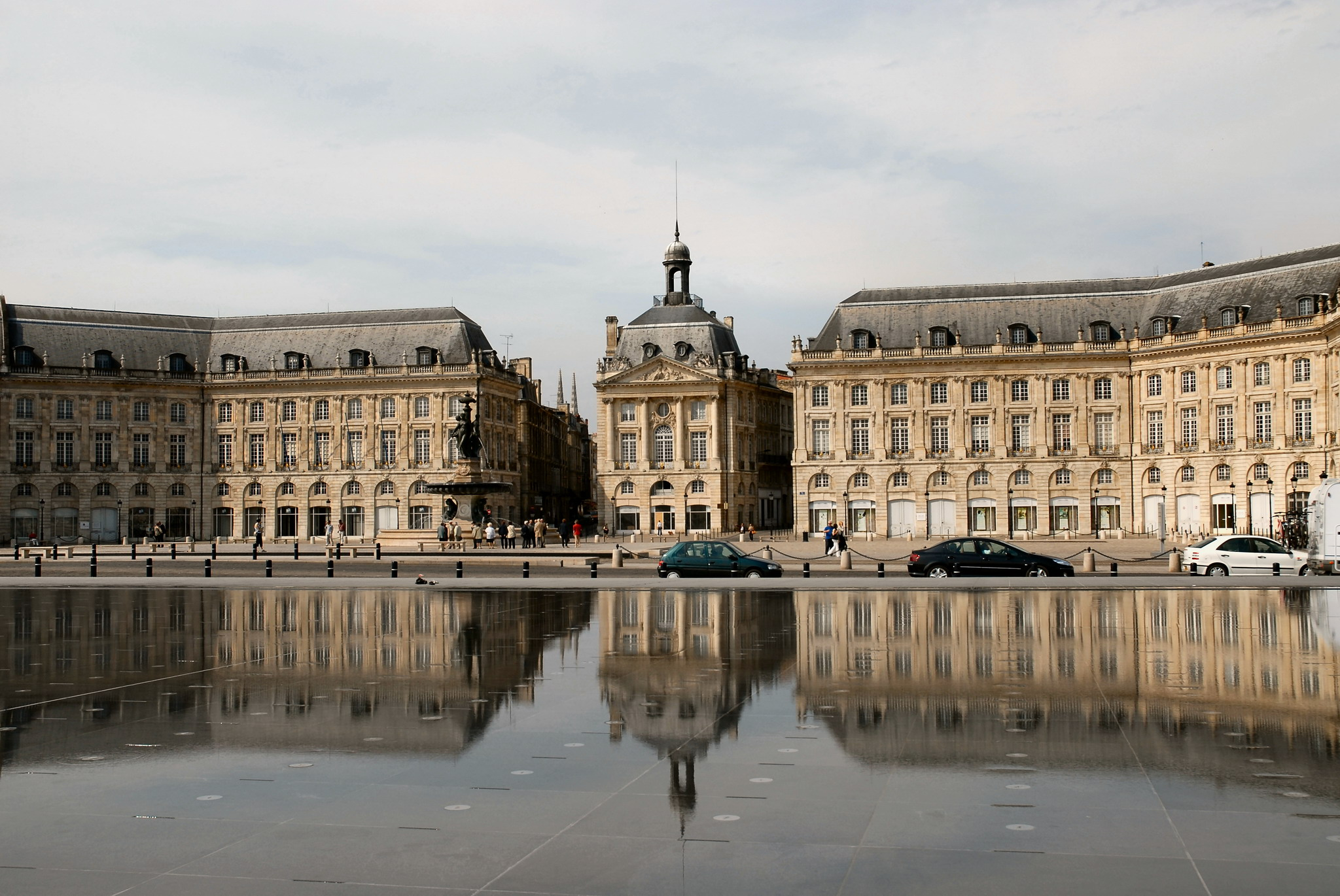
Биржевая пл. в стиле классицизма (XVIII век).

Биржевая площадь (фр. Place de la Bourse) — историческая площадь в центре города Бордо (Франция). Бывшая Королевская площадь, архитекторы  Жак-Жюль Габриэль и его сын Анж-Жак Габриэль, 1730—1755. Жак Габриэль закончил работу над проектом зданий, формирующих площадь, в 1739 году, однако проект был принят к воплощению лишь две недели спустя его кончины в 1742 году, после чего контроль над работами перешёл к его сыну.

## Достопримечательности
- № 1, Отель-де-Ферм (с севера площади; архитектор Жак-Анж Габриэль, 1735—1738). Здание занимают Межрегиональное управление таможни и косвенных прав и Национальный музей таможни[фр.], открывшийся в 1984 году;
- № 17, Здание Биржи (с юга площади; архитектор Жак-Анж Габриэль). Здание занимает Торгово-промышленная палата Бордо — Жиронды[фр.];
- Фонтан трёх граций (проект архитектора Луи Висконти, скульптор  Шарль Гюмери[фр.], 1869). Изначально на этом месте стояла статуя короля Людовика XIV, которая была разрушена после революции;
- Фонтан «Зеркало воды[фр.]» (Мишель Коражу[фр.], Пьер Ганне и Жан-Макс Лорка, 2006).